# Jugoslávské vojsko ve vlasti

Hlavní vlajka četniků s heslem „Za krále a vlast – Svoboda nebo smrt“

Tzv. Jugoslávské vojsko ve vlasti (srbsky Југословенска војска у отађбини/Jugoslovenska vojska u otadžbini, zkratka ЈВуО/JVuO) je název, který srbská historiografie používá pro některé formace četnického vojska, bojujícího na straně Spojenců proti nacistické okupaci. Rovněž se pro toto uskupení občas používá i termín Ravnogorské hnutí (Равногорски покрет/Ravnogorski pokret). Jednalo se o zbytky jugoslávské armády, která byla v dubnové válce poražena nacistickým Německem a Bulharskem. Hlavním nepřítelem Jugoslávského vojska ve vlasti byli Titovi partyzáni.
Kromě Jugoslávského vojska ve vlasti působilo ještě několik nezávislých četnických formací, které byly otevřenými kolaboranty s režimem Milana Nediće. Ty se však k tomuto proudu neřadí.

## Ideové pozadí a územní působnost
Ideově nebyli Mihajlovićovi četnici jednotní. Většina z nich sice zastávala myšlenku velkého Srbska, jiní však byli víceméně pouze zarytými antikomunisty a doufali v obnovu monarchie po skončení války. Mnozí četnici však považovali Chorvaty za viníky války a kolaboranty s Němci. Odmítali také dohodu Cvetković–Maček, která de facto definovala hranici mezi Srbskem a Chorvatskem. Chtěli definování nových hranic, které by ovšem znamenalo, že by drtivá většina jugoslávského území byla připojena Srbsku. Rovněž požadovali připojení některých dalších oblastí Jugoslávii (např. Pécs, Temešvár, jižní Korutany, Skadar a Istrii - poslední uvedené území skutečně Jugoslávie po válce Pařížskými mírovými smlouvami získala).
Četnické vojsko sestávalo především ze Srbů; byť se některé formace na území Chorvatska i Slovinska hlásily k odkazu jugoslávské armády.[zdroj?] Zatímco Titovi partyzáni byli víceméně hnutím novým a po dlouhou dobu podzemním (jugoslávská komunistická strana působila dlouhou dobu v ilegalitě), četnické hnutí mělo v Srbsku již několik desítek let trvající tradici. Jeho pozice proto byla na začátku války mnohem lepší, než tomu bylo v případě komunistů. V samotném Srbsku měli četnici nemalou podporu obyvatelstva až do roku 1943 a komunističtí partyzáni patřili k minoritním silám.
Jednotky JVuO operovaly především v Srbsku, Bosně a Hercegovině a také Černé Hoře. Právě v Černé Hoře vedly nejtvrdší boje, především proti komunistům, kteří jim odpovídali neméně krvavou odplatou.
Srbové v Chorvatsku vstupovali do četnických řad jen velmi málo; v drtivé míře spolupracovali naopak s partyzány. Velmi malé zastoupení měly na území dnešní Severní Makedonie, kde však jejich přítomnost a především velkosrbské představy posílily pouze nenávist k jugoslávské monarchii. Na území Kosova působilo několik četnických formací, které bojovaly proti ozbrojeným složkám Velké Albánie hlavně v oblasti blízké Černé Hoře. Žádní příslušníci JVuO nepůsobili na území dnešní Vojvodiny.

## JVuO za druhé světové války

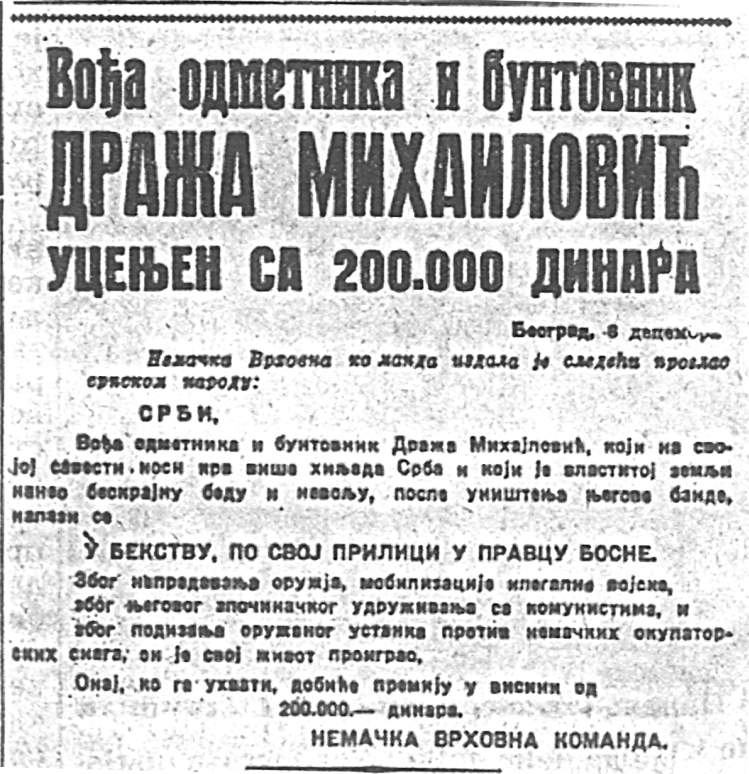
Plakát, slibující odměnu 200 000 dinárů za dopadení Dragoljuba Mihajloviće

Jugoslávská armáda byla v dubnu 1941 zaskočena náhlým útokem Německa a Bulharska. Okupační síly velmi rychle obsadily velkou část území státu. Jugoslávská armáda nebyla vybavena na tak silného protivníka. Byla si toho velmi dobře vědoma, a tak podporovala vznik nezávislých tzv. četnických oddílů, které mohly působit v týlu nepřítele. Samo jugoslávské vojsko utrpělo jednu porážku za druhou a bylo nuceno velmi rychle ustoupit do hornatých oblastí na jihu, kde se pokoušela zformovat odpor. To byl případ i Dragoljuba Mihajloviće, který bojoval v polovině měsíce dubna v oblasti střední Bosny. Mihajlović se stal později ideovým vůdcem četniků. Nedlouho po kapitulaci Jugoslávie, kterou sám nikdy neuznal, zformoval v květnu 1941 v oblasti západního Srbska, v blízkosti Ravné gory novou bojovou sílu. Název, který pro nejvyšší velení četnickým jednotkám použil, byl "Velení četnický jednotek Jugoslávské armády" (Komanda četničkih odreda Jugoslovenske vojske/Команда четничких одреда Југословенске војске'). Jejím heslem bylo "za krále a vlast" a strategií mělo být vyčkávání a příprava do doby, než se v Jugoslávii vylodí jednotky spojeneckého vojska (především Spojeného království).
Během léta 1941 byly četnické jednotky dále konsolidovány a vytvářela se postupně struktura guerillového vojska. Mihajlović a jemu blízcí sestavovali seznam možných bojovníků, kteří by se k nim mohli přidat. Kromě příslušníků armády získal i několik civilistů; byli to především intelektuálové z řad tzv. srbského kulturního klubu. Tyto osoby, mezi které patřil např. Stevan Moljević či Dragiša Vasić se stali hlavními ideology četnické národní myšlenky, která požadovala obnovu jugoslávské monarchie v takové podobě, ve které by Srbové dominovali. Jednalo se o myšlenku, která byla mezi příslušníky JVuO až do přelomu let 1943/1944 nejvíce rozšířená.[zdroj?]
Jugoslávští partyzáni však v souvislosti se zahájením Operace Barbarossa rozhodli k zahájení ozbrojeného boje na jugoslávském území, čímž chtěli pomoci Sovětskému svazu (rozšířit východní frontu i na Balkán tak, aby rozdělili německé invazní síly). Příslušníci JVuO (včetně Mihajloviće) však měli ke komunistům silný odpor; jednak se považovali sami za jedinou skutečnou armádu a jednak se obávali, že by komunisté uskutečnili v zemi revoluci, svrhli monarchii Karađorđevićů a ustanovili režim, podobný tomu, který existoval v SSSR. Mihajlovićovu armádu uznala jugoslávská exilová vláda v Londýně a měla i podporu Velké Británie. Mihajlović si byl vědom vlivu partyzánů a rozhodl se, že na poslední chvíli získá vedoucí úlohu v domácím odboji sám; koncem srpna 1941 zaútočil na Loznici. Tu sice obsadil, nicméně partyzánské hnutí se nezastavilo a nadále provádělo sabotážní a záškodnické akce.
Na přelomu léta a podzimu 1941 ovládli Titovi partyzáni rozsáhlé území v západním Srbsku, které bylo později známo pod názvem Užická republika. Jugoslávská historiografie jej označovala větou "První území, které bylo v Evropě osvobozeno od nacismu". Příslušníci četnického vojska se sice připojili ke komunistické armádě, avšak učinili tak jen s velkou nevolí; předně to bylo proti jejich politice vyčkávání a přípravám. Ozbrojený boj proti okupantům považovali v druhé polovině roku 1941 za stále příliš předčasný. Užická republika byla po dohodě mezi Titem a Mihajlovićem spravována společně; měla jednotné vojenské velení, kterému se museli podřídit jak četnici, tak i komunisté. Na území republiky byla vyhlášena mobilizace obyvatelstva, které si mohlo svobodně vybrat, jestli půjde do četnické, nebo do partyzánské armády. K monarchistickému vojsku ocházeli především vesničané a také starší lidé, zatímco mládež často vstupovala do partyzánských řad. Tato spolupráce se však postupem času zhoršovala. Tito se pokoušel několikrát Mihajloviće přemluvit, aby i četnici zahájili rozhodný boj proti okupantům, avšak neúspěšně. V průběhu podzimu se množily případy, kdy příslušníci partyzánů odzbrojovali četniky a obráceně. Začaly se také i množit případy, kdy jedno vojsko napadlo ze zálohy to druhé. Se zrychlujícím postupem německých jednotek na Užici se nakonec spolupráce zcela zhroutila. Na začátku listopadu 1941 se příslušníci Mihajlovićova vojska soustředili ve městě Požega a zaútočili na Užici. Nedlouho poté využila německá armáda vnitřních neshod obou hnutí odporu a bez větších problémů obsadila Užice i další oblasti, které byly součástí tzv. Užické republiky.
Po pádu Užické republiky byla v západním Srbsku obnovena okupační správa. Jugoslávští partyzáni se stáhli do oblasti východní Bosny a Hercegoviny, příslušníci četnického vojska postupovali na jih, do Sandžaku a Černé Hory, kde sváděli velmi těžké a tvrdé boje s partyzány. Němci po nějakou dobu posílili svoji vojenskou přítomnost v Srbsku, nicméně pouze dočasně. Jejich vedení dospělo také k závěru, že "organizace Draži Mihajloviće", jak JVuO nazývali, je největší a nejsilnější hnutí odporu, které je v Srbsku přítomno. V létě 1942 odhadovali, že v Srbsku může působit až 100 000 lidí, kteří ideově sympatizují, nebo jsou nějak jinak zapojeni do akcí četnického hnutí.
I když byla četnická armáda prezentována (především mezi západními Spojenci) jako jednotné vojsko, mnohé z jejich jednotek uznávali Mihajloviće jako vrchního představitele jen formálně a operovali zcela nezávisle. Početné četnické jednotky vstupovaly do koalic s partyzány, jiní s Němci, či dalšími silami. Často se dopouštěli válečných zločinů na civilním, nesrbském obyvatelstvu. Srbská, potažmo jugoslávská historiografie je označuje termínem "divocí" četnici (дивљи четници/divlji četnici). Mihajlović věděl, že jen celolidové hnutí, do kterého se zapojí proti německé okupaci lidé ze všech koutů Jugoslávie může zemi osvobodit. Podle toho také koncipoval svoji politiku vůči příslušníkům nesrbských národů. Vydal proto nařízení, kterým zakazovalo jakékoliv krádeže a násilnosti vůči Chorvatům a bosenským Muslimům, nicméně tím si sympatie v Chorvatsku, ani v Bosně nezískal. Jen několik málo Chorvatů spolupracovalo s Mihajlovićovým hnutím, stejně tak nízký byl i počet spolupracovníků z řad bosenských muslimů (Mustafa Mulalić, Ismet Popovac, a další).
Většina obyvatelstva z Chorvatska a Bosny a Hercegoviny, bojujícího proti fašismu, totiž již přešla na stranu partyzánů a četnických ozbrojených band se obecně spíše bála, než aby s nimi chtěla spolupracovat. K obavám panovaly značné důvody, neboť příslušníci četnických oddílů často prováděli odvety za masakry srbského obyvatelstva, ke kterým docházelo v NDH. Oběťmi takových akcí se stávali právě Chorvati a bosenští Muslimové.
Přestože až do roku 1943 měli četnici velkou podporu v celém Srbsku (na rozdíl od partyzánů, jejichž sympatizanti pocházeli v prvních letech války především z oblastí Chorvatska a Bosny), odmítali zahájit rozhodnější vojenskou akci. Bylo tomu také i proto, že německá okupační správa potírala jakýkoliv odpor brutálními prostředky. Často je v jugoslávské historiografii uváděna praxe, kdy jako odveta za jednoho zabitého Němce bylo popravováno několik desítek Srbů. Příslušníci Mihajlovićova vojska si byli tohoto dobře vědomi, a tak odmítali jakékoliv sabotážní, či jiné akce, kterých partyzáni prováděli po území celé Jugoslávie značný počet. Jedinou nadějí četnického vojska bylo případné vylodění britské armády v oblasti Balkánu, což byla myšlenka, se kterou si britské vojenské vedení nějakou dobu pohrávalo (sám Churchill prosazoval invazi na Balkán, se kterou však Američané nesouhlasili).
Četnici získávali až do léta 1942 nemalou podporu ze strany západních spojenců (de facto však pouze Spojeného království. Spojenci se však obávali, že tato pomoc nebude využívána pro boj proti Němcům, nýbrž ji četnici obráti proti partyzánům. Z toho důvodu proto dodávky vojenského materiálu četnikům postupem času klesaly. Titovi partyzáni navíc dokázali svými akcemi vyvolat nejen u SSSR, ale i západních spojenců dojem, že jsou jedinou armádou, která bojuje efektivně proti okupantům.
Klesající popularita četniků na konci války a rostoucí vliv komunistů donutil Dražu Mihajloviće a jeho spolupracovníky přehodnotit taktiku a zříci se velkosrbských myšlenek, a to když ne úplně, tak alespoň z části. Po druhém zasedání AVNOJe (zárodku lidového shromáždění, organizovaného partyzány a s nimi sympatizujícími silami) se víceméně britská politika naklonila ještě rozhodněji k podpoře partyzánů. Proto se konal tzv.Svatosávský sjezd ve vesnici Ba, který se oficiálně vyslovil za konfederativní jugoslávskou monarchii tří národů - Srbů, Chorvatů a Slovinců. Jeho závěry byly velmi podobné těm, které přijali komunisté o pár týdnů dříve v bosenském městě Jajce.
Po dohodě mezi Titem a Šubašićem, která byla na ostrově Vis uzavřena v červnu 1944 vyzvala londýnská exilová vláda, aby se všichni Slovinci, Chorvati i Srbové zapojili do boje proti okupantům po boku partyzánů. Titovi partyzáni byli uznáni za jedinou armádu. Mihajlovićovi byl o několik týdnů později také odebrán statut hlavního představitele domácího odporu. Tím se stal od září 1944 vůdce partyzánů, Josip Broz Tito. Časté byly případy, kdy mnozí četničtí bojovníci dezertovali z Mihajlovićova vojska a přidávali se k partyzánům.
S postupem partyzánů a příchodem Rudé armády stálo četnické vojsko před porážkou. Mnozí z jeho příslušníků postupovali na západ, kde se chtěli vzdát jednotkám západních Spojenců. Mihajlović si byl dobře vědom, že jak Britové, tak i Američané sdílejí odpor ke komunismu a doufal, že v případě vypuknutí konfliktu mezi západem a východem bude moci bojovat na straně západu proti partyzánům (a především s britskou a americkou podporou).
Na konci zimy 1945 však Titovi partyzáni zajali nemalý počet vysokých představitelů četnické armády při jejich postupu na západ v oblasti západního Srbska a předali je válečným soudům, které je považovali za kolaboranty. Většině řadových příslušníků hnutí pak byla slibována amnestie, kterou také využili. Mihajlović byl dopaden až v březnu 1946.

## Odkaz četnické armády v socialistické Jugoslávii a po ní

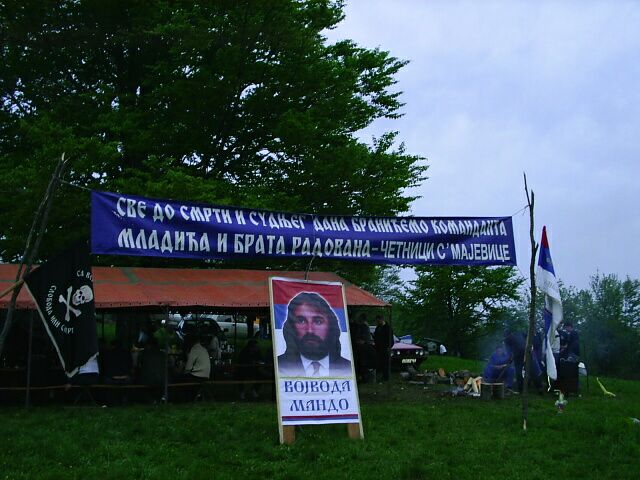
Setkání četniků na Ravné goře v západním Srbsku.

Po válce byli četnici jako hnutí oficiálně zakázáni a mnozí odsouzeni během politických procesů. Sám Dragoljub Mihajlović, který byl ikonickou postavou hnutí, byl popraven. Jugoslávská exilová vláda se nakonec četnického vojska zřekla, řada prominentních bojovníků JVuO byla vyzvána, aby přešla k partyzánskému hnutí. Někteří z členů uprchli do zahraničí.
Západní země byly zpočátku uspokojeny tím, že to byli hlavně Titovi partyzáni, kteří se věnovali aktivnímu boji proti okupantům. Po prudkém zhoršení vztahů mezi Jugoslávií a západem (hlavně kvůli sporné otázce Terstu a pomoci řeckým partyzánům (rovněž komunistům) poskytly řadě utečenců azyl.
Komunistický systém vykresloval četniky jako kolaboranty s nacisty, kteří se dopouštěli mnoha zločinů proti civilnímu (především nesrbskému) obyvatelstvu. Tento obraz tak šířila oficiální jugoslávská komunistická propaganda. Byl přítomen i v řadě historických publikací, které v SFRJ vycházely, a také v řadě knih, hudbě, či filmů o druhé světové válce a domácím odboji.
Na konci 80. let 20. století se začaly objevovat první hlasy o přezkoumání role partyzánské, ale i četnické armády v druhé světové válce. Jugoslávští komunisté a především partyzánští veteráni po dlouhá léta ostře proti tomuto procesu protestovali. Během rozpadu Jugoslávie však došlo především v Srbsku k skutečnému přehodnocení četniků a dnes jsou podle srbských zákonů obě hnutí odporu zrovnoprávněna. Na řadě míst byly vybudovány památníky, připomínající Dragoljuba Mihajloviće a na Ravné goře vzniklo poutní místo četniků a četnických veteránů.
V současné době se k četnickému odkazu hlásí některé srbské extremistické strany, jako např. Srbská radikální strana.[zdroj?]